# Batman: Knight Gallery
«Batman: Knight Gallery» — спеціальне видання DC Comics Elseworlds, написане Дагом Моенчем і доповнене ілюстраціями Томаса Грамметта, Майкла Менлі, Вінсента Джиаррано, Джеймса Белента, Брета Блевінса, Ґрехема Нолана, Норма Брейфогла, Ніла Адамса, Джорджа Переза, Стівена Де Стефано, Тома Лайла, Гері Френка, Девіда Тейлора та Антона Ферста.
Через кілька десятиліть після останньої появи Темного Лицаря, команда провідних археологів виявила Бетпечеру. У виданні представлені дизайни та проекти, створені Брюсом Вейном власноруч.

## Пропоновані дизайни Брюса Вейна

### Бетмен
На цих сторінках представлено безліч варіантів дизайну Бетмена, а також деякі модифікації, які були предметом спекуляцій: захист для підборіддя з вбудованим радіо та мікрофоном, навушники, вбудовані в капюшон, сумки та відділення на чоботях, рукавицях та поясі; накидки, схожі на крила, з плечовими виступами (які могли заважати зору та зачіпатися в тісному просторі); накидки, що ідеально імітували крила кажана (але виявилися б занадто важкими), варіації довжини вух, кольорів і дизайну, які виглядали занадто "вигадливо", занадто "химерно", занадто "загадково" (ця була повністю червоною), занадто "дивно" і занадто "демонічно".

### Robin
Максимальний захист є ключовим для дизайну Робіна; Бетмен не хотів, щоб Тім Дрейк був вразливим.
Деякі зауваження до дизайну включали: голі ноги як неприйнятні, плащ у вигляді пташиних крил, зміну традиційних кольорів Робіна на чорно-жовті, посох, який би виконував роль духової рушниці, пов'язки на голову (щоб підкреслити частину тренувань з бойових мистецтв), бандану, крила для метання дротиків (занадто багато кровопролиття), відсутність плаща, капюшони і дизайн, що імітує Робін Гуда. Багато з цього було визнано занадто дитячим.

### Бетмобіль
За словами Бетмена, машина потребувала тижневий запас води та харчів у багажнику, легкий та куленепробивний кузов, швидкий розгін, маневреність на всіх поверхнях, щонайменше два допоміжних паливних баки, конструкція Unibody, вдосконалена підвіска на стійках, антиблокувальні дводискові гальма, захист від зіткнення з подушками безпеки для пасажира та водія, система викидання сидінь, приховані прожектори, сигналізація, що реагує на рух і тепло, можливість дистанційного самоліквідації, запасні протиугінні замки коліс, камери переднього і заднього виду, поліцейське радіо, гучномовець, звичайне радіо і телебачення, а також надміцні шини (як стійкі до проколів, так і вогнестійкі).

### Маєток Вейна
Маєток Вейна мав залишитися майже без змін, за винятком вдосконалених систем сигналізації по периметру, наземної, порогової та внутрішньої безпеки, а також таємного входу, прихованого або під великою картиною, або під дідусевим годинником.

### Печера кажана
Печера Бетмена слугуватиме гаражем для автомобілів, матиме прихований вихід далеко від печери, найсучаснішу криміналістичну лабораторію та центр зв'язку, кімнату трофеїв, яка слугуватиме постійним нагадуванням про місію Бетмена, а також матиме максимальну швидкість та сховище даних для комп'ютерів.

### Інші
Бетмен також відзначив деякі проекти нового притулку Аркхем і те, наскільки легко з нього буде втекти, а також загальний настрій Готем-Сіті.